# 后晋显陵
顯陵是后晋高祖石敬瑭的陵墓，位于河南省宜阳县石陵乡石陵村西。封土高20米，周长100米。墓前有清雍正二年（公元1724年）立“晋高祖之陵墓”碑。墓原立有石像生9对，现多埋于地下。